# Campylium adscendens
Campylium adscendens là một loài rêu trong họ Amblystegiaceae. Loài này được Lindb. Perss. & Gjaerev. mô tả khoa học đầu tiên năm 1961.